# Gertrude Guerin
Pour les articles homonymes, voir Guerin.
Gertrude Guerin, Klaw-law-we-leth de son nom traditionnel ou Old War Horse, née Gertrude Ettershank le 26 mars 1917 à Ustlawn (en) en Colombie-Britannique et morte le 25 janvier 1998, est une femme politique et militante de la Première Nation des Squamish. Elle a été cheffe de la bande indienne des Musqueam de 1959 à 1961.

## Guerin c. La Reine
Avec d'autres membres de la Première Nation des Musqueam, au début des années 1980, Gertrude Guerin a poursuivi le gouvernement du Canada jusqu'en Cour suprême par rapport aux droits ancestraux des autochtones. En 1984, la Cour suprême du Canada a jugé que le gouvernement du Canada avait violé les conditions de la Proclamation royale de 1763 en ce qu'il n'avait pas agi dans l'intérêt des peuples autochtones en louant, en 1958, en tant que représentant des Musqueam, 162 acres de terres de Vancouver au Shaughnessy Golf & Country Club (en).
Cette décision est la première fois où la Cour suprême du Canada juge que le gouvernement du Canada a un devoir fiduciaire envers les Premières Nations au Canada. Elle a également établi que le titre ancestral est un droit sui generis, c'est-à-dire qu'il est unique, inaliénable et absolu. Ce jugement de la Cour suprême du Canada a été un point tournant dans le droit autochtone au Canada et l'obligation fiduciaire du gouvernement fédéral envers les Premières Nations au Canada est dorénavant incluse à l'article 35 de la Loi constitutionnelle de 1982.

## Annexe